# Rinchinbal Khan
Rinchinbal (Mongol: Ринчинбал, chinês tradicional: 懿璘質班; em tibetano:  རིན་ཆེན་དཔལ།), também conhecido por seu nome de templo como ImperadorNingzong da Yuan (chinês tradicional: 元寧宗; 1 de maio de 1326 – 14 de dezembro de 1332), foi filho de Kuśala (Imperador Mingzong), brevemente instalado no trono da Dinastia Yuan da China, mas morreu logo após sua ascensão. Além de ser Imperador da China, ele também é considerado o 14º Grande Khan do Império Mongol, embora fosse apenas nominal devido à divisão do império.

## Biografia
Ele era o segundo filho de Kuśala (Imperador Mingzong) e irmão mais novo de Toghun Temür (Imperador Huizong). Sua mãe era Babusha, da tribo Naiman, que conheceu Kusala quando ele vivia exilado na Ásia Central sob o Canato de Chagatai.
Quando seu pai Kuśala morreu e foi sucedido por seu irmão mais novo, Tugh Temür (suspeito de ter envenenado Kuśala), Rinchinbal foi nomeado Príncipe de Fu. Tugh Temür nomeou seu filho Aratnadara como herdeiro aparente em janeiro de 1331. Para garantir o trono de seu filho, a Khatun de Tugh Temür, Budashiri, executou a mãe de Rinchinbal, Babusha, e exilou Toghan Temur para a Coreia. No entanto, essas ações se mostraram desnecessárias, pois Aratnadara morreu um mês após ser designado herdeiro.
Embora Tugh Temür tivesse um filho chamado El Tegüs quando morreu em 1332, diz-se que em seu leito de morte o Khagan expressou remorso pelo que havia feito ao seu irmão mais velho e a intenção de passar o trono para Toghan Temur, o filho mais velho de Kusala, em vez de para seu próprio filho. O grande conselheiro El Temür resistiu em permitir que o filho mais velho de Kuśala, Toghun Temür, subisse ao trono, pois suspeitava-se que ele havia envenenado seu pai Kuśala. Quando a viúva de Tugh Temür e mãe de El Tegüs, Budashiri Khatun, respeitou o desejo de Tugh Temür de que o filho de Kuśala o sucedesse, o jovem Rinchinbal, de 6 anos, foi escolhido. Enquanto Toghun Temür era mantido longe da capital, Dadu, Rinchinbal estava em Dadu e tinha ganhado o favor de Tugh Temür. Rinchinbal foi entronizado como o novo imperador em 23 de outubro de 1332, mas morreu em 14 de dezembro.
El Temür pediu novamente a Budashiri para instalar El Tegüs, mas foi recusado novamente. Sem alternativa, ele convidou Toghun Temür de volta de Guangxi, no sudoeste da China.